# Charles Hackbrett
Charles Hackbrett, né le 6 avril 1668 à Berne et mort dans la même ville le 29 octobre 1737, est un militaire suisse.

## Biographie
Au service du duc Victor-Amédée II de Savoie, Hackbrett devient en 1709 colonel d'un régiment suisse. Pendant la seconde bataille de Villmergen, il commande une brigade d'infanterie. De retour dans le duché de Savoie il est nommé brigadier pendant les campagnes de Sicile de 1719. 
En 1720, il achète la seigneurie de Kehrsatz et en 1723 celle de Perroy. Après sa promotion au grade de lieutenant-général en 1731, il revint à Berne. La même année il devint bailli de Lausanne.